# Honeckers kanderade äpple
Honeckers kanderade äpple (Kjellbergs Förlag) är en bok från 2003 av den tyska författarinnan Claudia Rusch. Den tyska originaltiteln är Meine Freie Deutsche Jugend (Fischer Verlag). Bokens berättelse handlar om uppväxt i DDR, den tyska originaltiteln syftar på ungdomsorganisationen Freie Deutsche Jugend och den svenska titeln på den östtyske ledaren Erich Honecker.
I Tyskland har boken hittills sålt i mer än 65.000 exemplar i både inbunden upplaga och i pocket. Den har blivit översatt till flera olika språk, bl.a. finska, danska, holländska och grekiska samt svenska. Den svenska översättningen är gjord av Erik Kjellberg och utkom 2006.
Claudia Rusch nominerades till Deutscher Bücherpreis vid bokmässan i Leipzig 2004. Hon har blivit uppmärksammad för sin stil där hon angriper svåra ämnen genom ett "ironiskt filter". Hon räknas till den nya tyska generationens författare tillsammans med till exempel Ingo Schulze och Sven Regener.